# Fondation EU-LAC
La Fondation EU-LAC (en espagnol Fundación EU-LAC, en anglais EU-LAC Foundation), pour Union européenne - Amérique latine et Caraïbes, est une organisation internationale, établie en vertu du droit international public.
La Fondation s'est vu confier la mission de renforcer le partenariat birégional entre l'Union européenne (UE), ses États membres et les États d'Amérique latine et des Caraïbes (ALC), en améliorant la compréhension mutuelle et la visibilité entre les deux régions et en encourageant une participation active des sociétés civiles respectives.
Créée en 2010, à l'issue d'un sommet entre l'Union européenne, l'Amérique latine et les Caraïbes, par les chefs d'État et de gouvernement des 61 États membres et de l'UE, la Fondation EU-LAC coordonne et met en œuvre des initiatives axées sur les résultats à l'appui des relations birégionales.

## Histoire

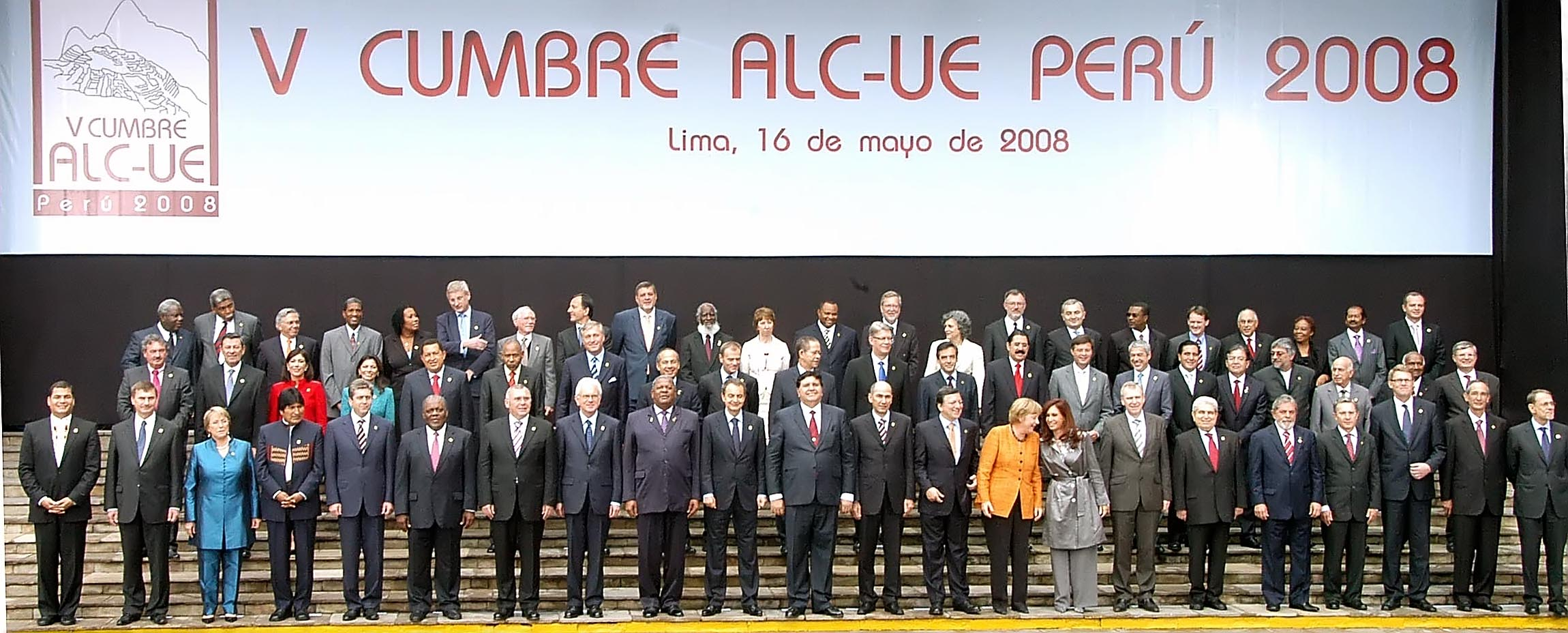
Rencontre des chefs d'État et de gouvernement à Lima en 2008.

Lors du cinquième Sommet de l'Union européenne, de l'Amérique latine et des Caraïbes (Sommet UE-ALC), réunion semestrielle des chefs d'État et de gouvernement des pays de l'UE, d'Amérique latine et des Caraïbes, tenu le 16 mai 2008 à Lima, au Pérou, l'initiative pour la création d'une organisation birégionale est lancée par les chefs d'État et de gouvernement des deux régions.
Lors du sixième Sommet UE-ALC, tenu à Madrid, en Espagne, le 18 mai 2010, ils prennent la décision, avec le président du Conseil européen et le président de la Commission européenne, de créer la Fondation EU-LAC. Celle-ci est alors conçue comme un outil pour renforcer le partenariat birégional et comme un moyen de susciter un débat sur des stratégies et des actions communes.
La Fondation EU-LAC a officiellement commencé à fonctionner en novembre 2011. Son siège se trouve dans la ville libre et hanséatique de Hambourg, en Allemagne.
Elle a tout d'abord été créée et commencé à fonctionner avec un statut transitoire de fondation de droit civil allemand. Cependant, l'accord portant sur la transition de la Fondation EU-LAC en tant qu'organisation internationale dotée de la personnalité juridique en vertu du droit international public a été ouvert à la signature lors de la réunion des ministres des Affaires étrangères de l'Union européenne et de la Communauté d'États latino-américains et caraïbes (CELAC), à Saint-Domingue, le 25 octobre 2016. Après sa ratification, il est finalement entré en vigueur le 17 mai 2019.

## Membres

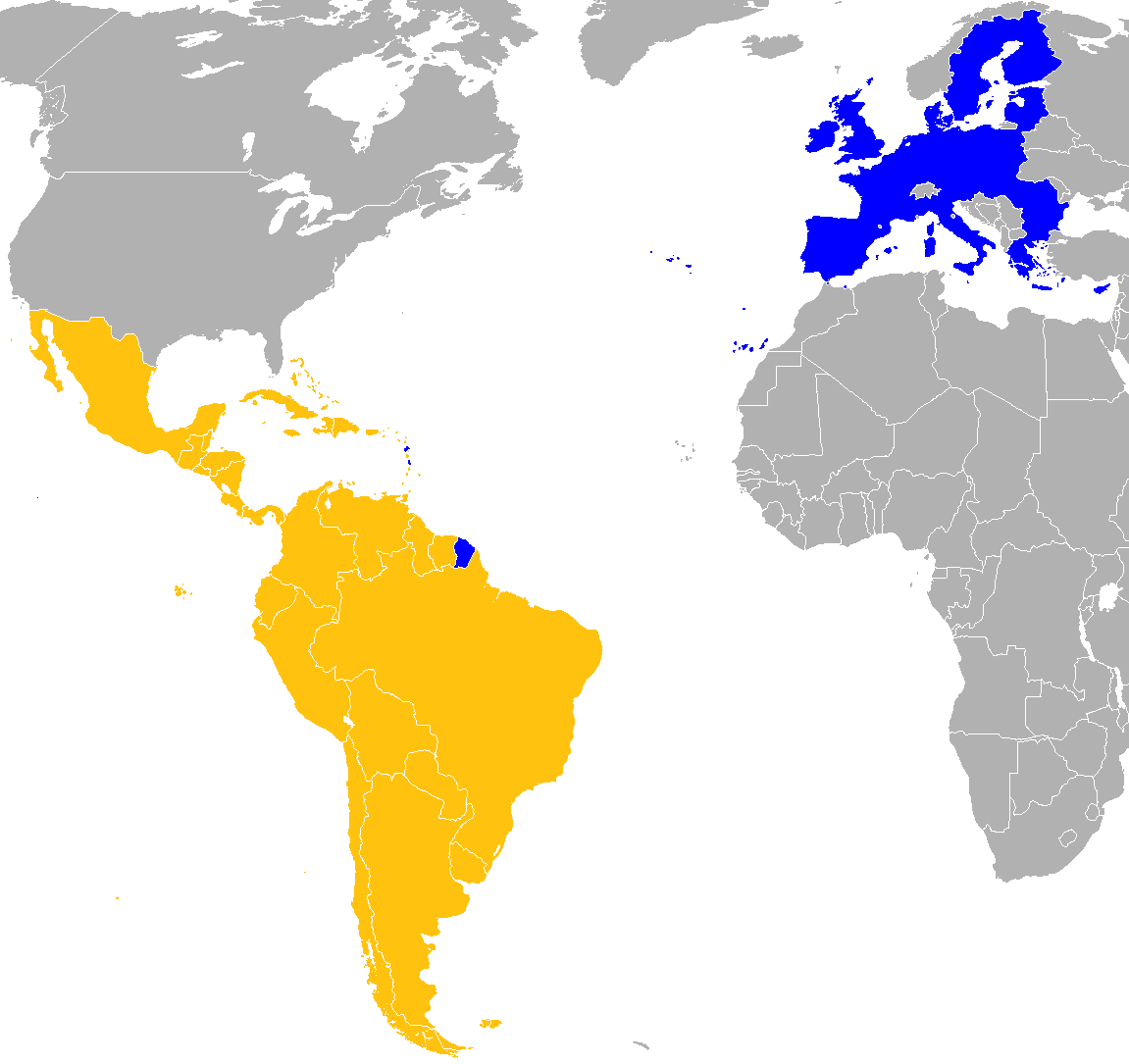
Répartition géographique des pays membres de la Fondation EU-LAC

La Fondation compte 61 membres : 33 États membres d'Amérique latine et des Caraïbes, 27 États membres de l'Union européenne et l'UE elle-même.

### Membres d'Amérique latine et des Caraïbes
- Antigua-et-Barbuda
- Argentine
- Bahamas
- Barbade
- Belize
- Bolivie
- Brésil
- Chili
- Colombie
- Costa Rica
- Cuba
- Dominique
- Équateur
- Salvador
- Grenade
- Guatemala
- Guyana
- Haïti
- Honduras
- Jamaïque
- Mexique
- Nicaragua
- Panama
- Paraguay
- Pérou
- République dominicaine
- Saint-Christophe-et-Niévès
- Sainte-Lucie
- Saint-Vincent-et-les-Grenadines
- Suriname
- Trinité-et-Tobago
- Uruguay
- Venezuela

### Membres de l'Union européenne
- Allemagne
- Autriche
- Belgique
- Bulgarie
- Croatie
- Chypre
- Danemark
- Espagne
- Estonie
- Finlande
- France
- Grèce
- Hongrie
- Irlande
- Italie
- Lettonie
- Lituanie
- Luxembourg
- Malte
- Pays-Bas
- Pologne
- Portugal
- République tchèque
- Roumanie
- Royaume-Uni
- Slovaquie
- Slovénie
- Suède
- Union européenne

## Objectifs et Activités
Les objectifs de la Fondation sont :
- Contribuer au renforcement du processus de partenariat birégional UE-ALC impliquant la participation et les contributions de la société civile et d'autres acteurs sociaux ;
- Encourager la connaissance et la compréhension mutuelles entre les deux régions ;
- Améliorer la visibilité mutuelle entre les deux régions, ainsi que celle du partenariat birégional lui-même[1].

Afin d'atteindre ces objectifs, la Fondation EU-LAC entreprend plusieurs initiatives dans les thématiques suivantes :
1. Enseignement Supérieur et Connaissance
2. Science, Technologie et Innovation
3. Petites et Moyennes Entreprises, Emploi et Compétitivité
4. Développement Durable et Changement Climatique
5. Culture
6. Société Civile

## Structure
La structure de la Fondation EU-LAC comprend le conseil d'administration, le président et le directeur exécutif.

### Conseil d'administration
Le conseil d'administration de la Fondation EU-LAC supervise la gestion de la Fondation et veille à ce que celle-ci poursuive ses objectifs. Le conseil d'administration compte 62 membres représentant chacun des membres de la Fondation. Le conseil d'administration se réunit au moins deux fois par an et est co-présidé par la CELAC et les présidences de l'UE.

### Président
Tous les quatre ans, le conseil d'administration choisit un président ad honorem, qui exerce principalement des fonctions de représentation. Le bureau du président alterne entre un ressortissant d'un État membre de l'UE et un ressortissant d'un État d'Amérique latine ou des Caraïbes. Si le président désigné vient d'un État membre de l'UE, le directeur exécutif désigné est un ressortissant naturel d'un État d'Amérique latine ou des Caraïbes, et vice versa.
- 2011-2015 :  Benita Ferrero-Waldner, ancienne ministre autrichienne des Affaires étrangères et ancienne commissaire européenne
- 2016-2024 :  Leonel Fernández, ancien président de la République Dominicaine[9]
- Depuis 2024 :  José Antonio García Belaúnde

### Directeur exécutif
La direction exécutive gère la Fondation EU-LAC et en est le représentant légal. Le conseil des gouverneurs nomme le directeur exécutif tous les quatre ans sur la base de la recommandation du groupe régional auquel correspond le siège du directeur exécutif pendant cette période. Si le directeur exécutif désigné vient d'un État membre de l'UE, le président désigné est un ressortissant naturel d'un État d'Amérique latine ou des Caraïbes, et vice versa.
- 2011-2015 :  Jorge Valdez Carrillo
- 2016-2024 :  Paola Amadei[10]
- Depuis 2024 :  Alberto Brunori

## Financement
La Fondation est principalement financée par ses membres. Les contributions sont faites sur une base volontaire. Le conseil d'administration, dans le respect de l'équilibre birégional, peut envisager d'autres modalités de financement des activités de la Fondation.